# Vert-en-Drouais
Vert-en-Drouais település Franciaországban, Eure-et-Loir megyében. Lakosainak száma 1119 fő (2022. január 1.). Vert-en-Drouais Mesnil-sur-l’Estrée, Muzy, Saint-Germain-sur-Avre, Allainville, Dreux, Louvilliers-en-Drouais, Saint-Rémy-sur-Avre és Vernouillet községekkel határos.

## Népesség
A település népessége az elmúlt években az alábbi módon változott:
| Lakosok száma | 466  | 720  | 1034 | 1049 | 1177 | 1114 | 1091 | 1070 | 1097 | 1119 |
|               | 1968 | 1982 | 1990 | 2006 | 2013 | 2015 | 2017 | 2019 | 2020 | 2022 |